# Selección femenina de baloncesto de Bosnia y Herzegovina
La Selección femenina de baloncesto de Bosnia y Herzegovina es un equipo formado por jugadoras de nacionalidad bosnia que representa a Bosnia y Herzegovina en las competiciones internacionales organizadas por la Federación Internacional de Baloncesto (FIBA) o el Comité Olímpico Internacional (COI): los Juegos Olímpicos y Campeonato mundial de baloncesto especialmente.

## Resultados

### Juegos Olímpicos
| Baloncesto en los Juegos Olímpicos | Baloncesto en los Juegos Olímpicos | Baloncesto en los Juegos Olímpicos | Baloncesto en los Juegos Olímpicos | Baloncesto en los Juegos Olímpicos | Baloncesto en los Juegos Olímpicos |
| ---------------------------------- | ---------------------------------- | ---------------------------------- | ---------------------------------- | ---------------------------------- | ---------------------------------- |
| 1976–1992:                         | ver Yugoslavia                     | Atlanta 1996:                      | No clasificó                       | Sídney 2000:                       | No clasificó                       |
| Atenas 2004:                       | No clasificó                       | Pekín 2008:                        | No clasificó                       | Londres 2012:                      | No clasificó                       |
| Río 2016:                          | No clasificó                       | Tokio 2020:                        | No clasificó                       | París 2024:                        | No clasificó                       |

### Mundiales
| Copa Mundial de Baloncesto Femenino | Copa Mundial de Baloncesto Femenino | Copa Mundial de Baloncesto Femenino | Copa Mundial de Baloncesto Femenino | Copa Mundial de Baloncesto Femenino | Copa Mundial de Baloncesto Femenino |
| ----------------------------------- | ----------------------------------- | ----------------------------------- | ----------------------------------- | ----------------------------------- | ----------------------------------- |
| 1953–1990:                          | ver Yugoslavia                      | 1994:                               | No clasificó                        | 1998:                               | No clasificó                        |
| 2002:                               | No clasificó                        | 2006:                               | No clasificó                        | 2010:                               | No clasificó                        |
| 2014:                               | No clasificó                        | 2018:                               | No clasificó                        | 2022:                               | 12º                                 |
| 2026:                               |                                     |                                     |                                     |                                     |                                     |

### Eurobasket
| Campeonato Europeo de Baloncesto Femenino | Campeonato Europeo de Baloncesto Femenino | Campeonato Europeo de Baloncesto Femenino | Campeonato Europeo de Baloncesto Femenino | Campeonato Europeo de Baloncesto Femenino | Campeonato Europeo de Baloncesto Femenino |
| ----------------------------------------- | ----------------------------------------- | ----------------------------------------- | ----------------------------------------- | ----------------------------------------- | ----------------------------------------- |
| 1938–1991:                                | ver Yugoslavia                            | 1993:                                     | No pudo competir                          | 1995:                                     | No pudo competir                          |
| 1997:                                     | 12º                                       | 1999:                                     | 10º                                       | 2001:                                     | No clasificó                              |
| 2003:                                     | No clasificó                              | 2005:                                     | No clasificó                              | 2007:                                     | No clasificó                              |
| 2009:                                     | No clasificó                              | 2011:                                     | No clasificó                              | 2013:                                     | No clasificó                              |
| 2015:                                     | No clasificó                              | 2017:                                     | No clasificó                              | 2019:                                     | No clasificó                              |
| 2021:                                     | 5º                                        | 2023:                                     | No clasificó                              | 2025:                                     | No clasificó                              |
| 2027:                                     |                                           |                                           |                                           |                                           |                                           |